# Comuna Kernîțea, Horodok
Kernîțea (în ucraineană Керниця) este o comună în raionul Horodok, regiunea Liov, Ucraina, formată din satele Artîșciv, Kernîțea (reședința), Liubovîci, Mavkovîci și Velîka Kalînka.

## Demografie
Componența lingvistică a comunei Kernîțea
     Ucraineană (99,77%)
     Alte limbi (0,2%)
Conform recensământului din 2001, majoritatea populației comunei Kernîțea era vorbitoare de ucraineană (99,77%), existând în minoritate și vorbitori de alte limbi.